# Shane Edwards
Shane Edwards (Gilbert, 31 maggio 1987) è un ex cestista statunitense.